# Last Exit to Springfield
"Last Exit to Springfield" és el 17é capítol de la quarta temporada d'Els Simpson, que va ser estrenat l'11 de març de 1993. Va ser dirigit per Mark Kirkland i va ser el darrer episodi guionitzat per Jay Kogen i Wallace Wolodorsky. L'argument gira al voltant de Homer Simpson, el qual esdevé el líder sindical de la Planta Nuclear de Springfield i encapçala la vaga obrera per a demanar el retorn de l'assegurança dental. El Dr. Joyce Brothers és l'estrella convidada interpretant-se a si mateix. És considerat com un dels millors capítols d'Els Simpsons, i va ser nomenat el millor episodi de la sèrie per Entertainment Weekly el 2003.

## Argument
Mr. Burns seu esperant en la seva oficina líder síndical, que misteriosament va desaparèixer després de prometre netejar l'organització laboral. Empresa i treballadors han d'examinar el nou contracte, i mentre l'examina, Burns se sent fastiguejat amb les demandes del sindicat. Recorda temps més simples en els quals els treballadors descontents s'emparedaven als fons de carbó. El cap de la planta nuclear decideix prendre una acció sobre el sindicat i elimina la cobertura dental.
Mentre, al Dentista Painless ("sense dolor"), els nens Simpson van a passar la seua revisió bucal. Aleshores es descobreix que Lisa necessita brackets. Quan Marge informa a Homer, ell li conta que no s'ha de preocupar per les despeses, que el sindicat havia guanyat un pla dental durant una vaga anterior. Més tard, a la reunió dels sindicats a la Fraternitat Internacional de Ballarins de Jazz, Pastelers i Tècnics Nuclears, Carl anuncia que el nou contracte requereix que els treballadors renuncien al pla dental a canvi d'un barril de cervesa. Lentament, Homer compren que si es queden sense pla dental, haurà de pagar el cost dels brackets de Lisa. Entra en acció i recorda a tothom com el pla dental els ha ajudat. Carl proposa Homer com a nou president local i de seguida és votat per una quasi unanimitat.
Mr. Burns vigila Homer a través de càmeres ocultes i queda impressionat amb la seua espenta. Convida, llavors, al cap sindical al seu despatx per arribar a un acord, però Homer malenten l'intent de suborn de Burns amb proposicions de flirteig amb ell. Homer no accepta i ràpidament surt. Burns comença a pensar que Homer és un gran negociador. Contracta a un grup de sicaris per dur Homer a la mansió del cap de la planta nuclear per prosseguir amb les negociacions. Mentre Burns està establint l'agenda de la reunió, Homer necessita anar de seguida al bany. Demana pels serveis i se'n va corrents. Això fa que Burns tinga la idea que Simpson és un dur negociador que ni tan sols el vol escoltar. Finalment, els membres del sindicat decideixen convocar una vaga.
Burns no es deixa intimidar per l'acció sindical i intenta diversos mètodes de trencar-la, però fallant sempre. En una edició de Smartline, el programa de televisió de Kent Brockman, Burns amenaça amb dures conseqüències si la vaga no conclou. Quinze minuts després, Burns i Waylon Smithers apleguen a una habitació secreta de la Central Nuclear i apaguen el reactor, deixant sense electricitat tot Springfield. Els vaguistes no perden l'esperança i comencen a cantar. Burns, confiat de què ha trencat l'esperit sindical, avança cap a la balconada per escoltar la reacció dels manifestants, i se sorprèn de la seua unitat i optimisme. Burns, finalment, crida a Homer per a una reunió. Li concedeix les seues demandes amb una sola condició: que Homer dimitia com a president del sindicat. Homer ho celebra bojament, la qual cosa duu a Burns a comprovar que realment no era el "brillant estrateg" que havia cregut.
De nou amb l'assegurança dental, Lisa aconsegueix uns brackets perfectes. La família Simpson i el dentista riuen tots plegats (amb l'ajuda d'un contenidor obert de gas del riure, tot acabant l'episodi.

## Producció
La idea per aquest episodi la va proposar en Mike Reiss, qui va considerar que seria divertit si la Planta Nuclear de Springfield entrara en vaga. Els guionistes, Jay Kogen i Wallace Wolodorsky, van afegir posteriorment la subtrama del Pla Dental. En nombroses escenes, Mr. Burns és retratat com el demoni que tempta Homer mostrant-li tot el que podria tindre. Durant la producció del capítol, un equip de càmera de la cadena ABC va poder entrar a la sala de revisió del guió. A Al Jean li va saber mal ates que estaven treballant en la direcció d'escenes i apareixien com a poc graciosos.
En un principi, els productors van preguntar a Anthony Hopkins i a Clint Eastwood per posar la veu del dentista, el Dr. Wolfe, però van declinar. Després van provar amb Anthony Perkins, el qual va acceptar, però l'actor va faltar abans de poder enregistrar la veu. Finalment, se'n va fer càrrec un dels actors recurrents de la sèrie, en Hank Azaria. A banda, a Smartline havia d'aparèixer, originalment, O.J. Simpson.